# Corynomalus auronitens
Corynomalus auronitens is een keversoort uit de familie zwamkevers (Endomychidae). De wetenschappelijke naam van de soort werd in 1889 gepubliceerd door Henry Stephen Gorham.